# Phoenicoprocta baeri
Phoenicoprocta baeri là một loài bướm đêm thuộc phân họ Arctiinae, họ Erebidae.